# Wise Registry Cleaner
Wise Registry Cleaner（ワイズ レジストリ クリーナー）は、ZhiQing Soft Ltd.が開発した、Microsoft Windows 向けのレジストリクリーンアップツール。ハードディスク内部の不要なレジストリを削除したり、Windowsの起動を高速化するためのシステム調整を行える無料ツール。同社は他にも、ディスククリーンアップやデフラグなどを手軽に行えるWise Disk Cleanerなどの無料ツールを提供している。

## 概要
当該ソフトは全世界で1,000万回ダウンロードされたと発表されており、数多くのユーザーに利用されている。ソフトのインストール時こそ日本語表示されないものの、ソフト自体は日本語で利用できる。多言語対応しており、33か国での言語環境をサポートしている。

## 特徴
レジストリと言うWindowsシステムの基幹部分に手を入れるので、その安全性が懸念されるが、クリーンアップ実施前にレジストリのバックアップ、システムの復元ポイントの作成という2段構えで安全性を確保している。さらに、検出した不要エントリにはどのような理由で不要なのかの説明が表示され、安全に削除できる項目は緑色、注意が必要な項目は黄色と、色付きで表示されるのがわかりやすいよう設計されている。